# 下飯田町 (横浜市)
下飯田町（しもいいだちょう）は、神奈川県横浜市泉区の町名。「丁目」の設定のない単独町名である。住居表示未実施区域。

## 地理
泉区の南西に位置し、東に和泉町とゆめが丘、北に上飯田町、西に藤沢市高倉と湘南台、南西に藤沢市今田と接している。

### 字
大下、上町、下町、塚下、宮ノ前、日影田、谷戸尻、杉田、坊ノ下、坊ノ前、坊ノ脇、下原、坊ノ上、公座松、長谷戸、林、中野丸、富士塚、五反田、宮ノ脇、坂上、大藪、大原、谷戸上、上谷戸、上原

### 地価
住宅地の地価は、2025年（令和7年）1月1日の公示地価によれば、下飯田町字中野丸891番23の地点で23万2000円/m²となっている。

## 歴史

### 沿革
- 1889年（明治22年）4月1日 - 町村制の施行により、鎌倉郡中和田村が成立。神奈川県鎌倉郡中和田村大字下飯田と大字今田となる。
- 1939年（昭和14年）4月1日 - 横浜市に編入。横浜市戸塚区下飯田町となる[7]。
- 1969年（昭和44年）10月1日 - 戸塚区の再編成に伴い、新たに横浜市戸塚区下飯田町となる[8]。
- 1971年（昭和46年）3月25日 - 市境変更に伴い、上飯田町、藤沢市との境界を変更する[9]。
- 1986年（昭和61年）11月3日 - 戸塚区を再編し、泉区を新設。横浜市泉区下飯田町となる[10]。また、俣野町と境界を変更する[11]。
- 2024年（令和6年）9月2日 - 土地区画整理事業（泉ゆめが丘）に伴い、下飯田町の一部を新設されたゆめが丘に編入する[12]。

### 町名の変遷
| 実施後   | 実施年月日               | 実施前（各町名ともその一部） |
| -------- | ------------------------ | ---------------------------- |
| 下飯田町 | 1939年（昭和14年）4月1日 | 大字下飯田 大字今田          |

## 世帯数と人口
2025年（令和7年）6月30日現在（横浜市発表）の世帯数と人口は以下の通りである。
| 町丁     | 世帯数    | 人口    |
| -------- | --------- | ------- |
| 下飯田町 | 1,159世帯 | 2,388人 |

### 人口の変遷
国勢調査による人口の推移。
| 年                 | 人口  |
| ------------------ | ----- |
| 1995年（平成7年）  | 2,600 |
| 2000年（平成12年） | 2,451 |
| 2005年（平成17年） | 2,404 |
| 2010年（平成22年） | 2,590 |
| 2015年（平成27年） | 2,468 |
| 2020年（令和2年）  | 2,492 |

### 世帯数の変遷
国勢調査による世帯数の推移。
| 年                 | 世帯数 |
| ------------------ | ------ |
| 1995年（平成7年）  | 798    |
| 2000年（平成12年） | 794    |
| 2005年（平成17年） | 794    |
| 2010年（平成22年） | 954    |
| 2015年（平成27年） | 930    |
| 2020年（令和2年）  | 967    |

## 学区
市立小・中学校に通う場合、学区は以下の通りとなる（2024年11月時点）。
| 番・番地等 | 小学校                 | 中学校               |
| ---------- | ---------------------- | -------------------- |
| 全域       | 横浜市立中和田南小学校 | 横浜市立泉が丘中学校 |

## 事業所
2021年（令和3年）現在の経済センサス調査による事業所数と従業員数は以下の通りである。
| 町丁     | 事業所数 | 従業員数 |
| -------- | -------- | -------- |
| 下飯田町 | 71事業所 | 709人    |

### 事業者数の変遷
経済センサスによる事業所数の推移。
| 年                 | 事業者数 |
| ------------------ | -------- |
| 2016年（平成28年） | 78       |
| 2021年（令和3年）  | 71       |

### 従業員数の変遷
経済センサスによる従業員数の推移。
| 年                 | 従業員数 |
| ------------------ | -------- |
| 2016年（平成28年） | 733      |
| 2021年（令和3年）  | 709      |

## 交通

### 鉄道
町内に鉄道駅は存在しない。かつては相模鉄道いずみ野線ゆめが丘駅と横浜市営地下鉄ブルーライン下飯田駅が町内にあったが、前述の通りゆめが丘に分離された。

### 道路
- 環状4号線

## 施設
- 境川遊水地公園

## その他

### 日本郵便
- 郵便番号 : 245-0017[3]（集配局：横浜泉郵便局[22]）

### 警察
町内の警察の管轄区域は以下の通りである。
| 番・番地等 | 警察署   | 交番・駐在所 |
| ---------- | -------- | ------------ |
| 全域       | 泉警察署 | 下和泉交番   |